# Tretja slovenska nogometna liga 2003-2004
La Tretja slovenska nogometna liga 2003-2004 (in lingua italiana: Terzo campionato calcistico sloveno 2003-2004), abbreviata in 3. SNL 2003-2004, fu la dodicesima edizione della terza serie del campionato di calcio sloveno.
In questa edizione vi fu un alto numero di retrocessioni a causa della riforma del campionato: in quella successiva era previsto il ritorno ai due gironi Ovest-Est, com'era fino al 1998.
Vennero anche effettuati due spareggi, fra le vincitrici dei quattro gironi, per determinare le due promozioni.

## Formula
- Promozioni: Le vincitrici dei 4 gironi vanno agli spareggi per determinare due promozioni in 2. SNL
- Retrocessioni: Il numero delle retrocessioni in ciascun girone varia in base a quello delle promozioni dalla categoria inferiore ed a quello delle squadre retrocesse dalla categoria superiore ricadenti nel proprio territorio di giurisdizione.
- Format: I gironi Centro, Nord ed Est sono impostati in un girone all'italiana andata/ritorno, mentre il girone Ovest in un girone andata/ritorno/andata.

## Girone Ovest
|                       | Pos. | Squadra          | Pt | G  | V  | N | P  | GF | GS | DR  |
| --------------------- | ---- | ---------------- | -- | -- | -- | - | -- | -- | -- | --- |
|                       | 1.   | Korte            | 57 | 26 | 17 | 6 | 3  | 88 | 29 | +59 |
|                       | 2.   | Portorož Piran   | 56 | 26 | 17 | 5 | 4  | 58 | 33 | +25 |
|                       | 3.   | Jadran Dekani    | 54 | 26 | 17 | 3 | 6  | 60 | 33 | +27 |
|                       | 4.   | Bilje            | 53 | 26 | 17 | 2 | 7  | 65 | 37 | +28 |
|                       | 5.   | Adria            | 38 | 26 | 12 | 2 | 12 | 47 | 46 | +1  |
|                       | 6.   | Ankaran Hrvatini | 37 | 26 | 11 | 4 | 11 | 43 | 42 | +1  |
|                       | 7.   | Tolmin           | 25 | 26 | 7  | 4 | 15 | 33 | 51 | −18 |
|                       | 8.   | Košana           | 23 | 26 | 7  | 2 | 17 | 27 | 58 | −31 |
|                       | 9.   | Ilirska Bistrica | 10 | 26 | 2  | 4 | 20 | 23 | 77 | −54 |
|                       | 10.  | Vodice Šempas    | 8  | 18 | 2  | 2 | 14 | 18 | 56 | −38 |
| classifica, risultati |      |                  |    |    |    |   |    |    |    |     |

Legenda:
      Promosso in 2. SNL 2004-2005.
  Partecipa agli spareggi.
      Retrocesso nel Campionato inter−comunale.
      Escluso dal campionato.
Regolamento:
Tre punti a vittoria, uno a pareggio, zero a sconfitta.

## Girone Centro
|                       | Pos. | Squadra        | Pt | G  | V  | N | P  | GF | GS | DR  |
| --------------------- | ---- | -------------- | -- | -- | -- | - | -- | -- | -- | --- |
|                       | 1.   | Factor         | 63 | 26 | 20 | 3 | 3  | 75 | 19 | +56 |
|                       | 2.   | Šenčur         | 56 | 26 | 17 | 5 | 4  | 45 | 15 | +30 |
|                       | 3.   | Jesenice       | 44 | 26 | 13 | 5 | 8  | 49 | 49 | 0   |
|                       | 4.   | Britof         | 43 | 26 | 13 | 4 | 9  | 50 | 46 | +4  |
|                       | 5.   | Kranj          | 42 | 26 | 13 | 3 | 10 | 62 | 52 | +10 |
|                       | 6.   | Krka           | 41 | 26 | 12 | 5 | 9  | 39 | 27 | +12 |
|                       | 7.   | Radomlje       | 41 | 26 | 12 | 5 | 9  | 70 | 53 | +17 |
|                       | 8.   | Dob            | 39 | 26 | 12 | 3 | 11 | 48 | 42 | +6  |
|                       | 9.   | Slovan Lubiana | 35 | 26 | 10 | 5 | 11 | 44 | 51 | −7  |
|                       | 10.  | Medvode        | 34 | 26 | 10 | 4 | 12 | 37 | 42 | −5  |
|                       | 11.  | Žiri           | 32 | 26 | 10 | 2 | 14 | 44 | 52 | −8  |
|                       | 12.  | Kamnik         | 22 | 26 | 6  | 4 | 16 | 32 | 51 | −19 |
|                       | 13.  | Bled           | 20 | 26 | 6  | 2 | 18 | 27 | 62 | −35 |
|                       | 14.  | Velesovo       | 8  | 26 | 2  | 2 | 22 | 23 | 84 | −61 |
| classifica, risultati |      |                |    |    |    |   |    |    |    |     |

Legenda:
      Promosso in 2. SNL 2004-2005.
  Partecipa agli spareggi.
      Retrocesso nel Campionato inter−comunale.
      Escluso dal campionato.
Regolamento:
Tre punti a vittoria, uno a pareggio, zero a sconfitta.

## Girone Nord
|                       | Pos. | Squadra            | Pt | G  | V  | N | P  | GF | GS  | DR   |
| --------------------- | ---- | ------------------ | -- | -- | -- | - | -- | -- | --- | ---- |
|                       | 1.   | Šoštanj            | 54 | 26 | 16 | 6 | 4  | 75 | 28  | +47  |
|                       | 2.   | Paloma             | 51 | 26 | 15 | 6 | 5  | 66 | 28  | +38  |
|                       | 3.   | Stojnci            | 48 | 26 | 14 | 6 | 6  | 57 | 24  | +33  |
|                       | 4.   | Malečnik           | 45 | 26 | 14 | 3 | 9  | 56 | 45  | +11  |
|                       | 5.   | Železničar Maribor | 43 | 26 | 13 | 4 | 9  | 60 | 41  | +19  |
|                       | 6.   | Šmarje pri Jelšah  | 43 | 26 | 13 | 4 | 9  | 51 | 35  | +16  |
|                       | 7.   | Bistrica           | 41 | 26 | 12 | 5 | 9  | 59 | 37  | +22  |
|                       | 8.   | Ormož              | 40 | 26 | 12 | 4 | 10 | 50 | 43  | +7   |
|                       | 9.   | Hajdina            | 37 | 26 | 11 | 4 | 11 | 49 | 49  | 0    |
|                       | 10.  | Pohorje            | 35 | 26 | 10 | 5 | 11 | 52 | 49  | +3   |
|                       | 11.  | Zreče              | 34 | 26 | 10 | 4 | 12 | 38 | 45  | −7   |
|                       | 12.  | Središče ob Dravi  | 23 | 26 | 6  | 5 | 15 | 62 | 66  | −4   |
|                       | 13.  | Pesnica            | 23 | 26 | 7  | 2 | 17 | 39 | 57  | −18  |
|                       | 14.  | Radlje             | 10 | 26 | 0  | 0 | 26 | 8  | 175 | −167 |
| classifica, risultati |      |                    |    |    |    |   |    |    |     |      |

Legenda:
      Promosso in 2. SNL 2004-2005.
  Partecipa agli spareggi.
      Retrocesso nel Campionato inter−comunale.
      Escluso dal campionato.
Regolamento:
Tre punti a vittoria, uno a pareggio, zero a sconfitta.

## Girone Est
|                       | Pos. | Squadra   | Pt | G  | V  | N | P  | GF | GS | DR  |
| --------------------- | ---- | --------- | -- | -- | -- | - | -- | -- | -- | --- |
|                       | 1.   | Nafta     | 56 | 26 | 18 | 2 | 6  | 64 | 31 | +33 |
|                       | 2.   | Tišina    | 51 | 26 | 16 | 3 | 7  | 57 | 34 | +23 |
|                       | 3.   | Veržej    | 51 | 26 | 16 | 3 | 7  | 74 | 32 | +42 |
|                       | 4.   | Križevci  | 47 | 26 | 15 | 2 | 9  | 55 | 40 | +15 |
|                       | 5.   | Beltinci  | 42 | 26 | 12 | 6 | 8  | 39 | 36 | +3  |
|                       | 6.   | Odranci   | 40 | 26 | 12 | 4 | 10 | 49 | 41 | +8  |
|                       | 7.   | Tromejnik | 39 | 26 | 11 | 6 | 9  | 50 | 53 | −3  |
|                       | 8.   | Bistrica  | 37 | 26 | 11 | 4 | 11 | 45 | 36 | +9  |
|                       | 9.   | Črenšovci | 34 | 26 | 10 | 4 | 12 | 48 | 44 | +4  |
|                       | 10.  | Bakovci   | 33 | 26 | 10 | 3 | 13 | 38 | 45 | −7  |
|                       | 11.  | Radgona   | 31 | 26 | 10 | 1 | 15 | 34 | 51 | −17 |
|                       | 12.  | Čarda     | 30 | 26 | 9  | 3 | 14 | 36 | 54 | −18 |
|                       | 13.  | Hotiza    | 19 | 26 | 5  | 4 | 17 | 26 | 71 | −45 |
|                       | 14.  | Turnišče  | 10 | 26 | 3  | 1 | 22 | 26 | 73 | −47 |
| classifica, risultati |      |           |    |    |    |   |    |    |    |     |

Legenda:
      Promosso in 2. SNL 2004-2005.
  Partecipa agli spareggi.
      Retrocesso nel Campionato inter−comunale.
      Escluso dal campionato.
Regolamento:
Tre punti a vittoria, uno a pareggio, zero a sconfitta.

## Spareggi
Le vincitrici dei 4 gironi si sfidarono per due posti in 2. SNL 2004-2005. Il Šoštanj vinse, ma poi non ottenne la licenza per la seconda divisione, così il posto andò alla squadra sconfitta: il Nafta.
| Squadra 1 | Totale          | Squadra 2 | Andata     | Ritorno    |
| --------- | --------------- | --------- | ---------- | ---------- |
|           |                 |           | 09.06.2004 | 13.06.2004 |
| Korte     | 1 – 1 (1-4 dtr) | Factor    | 4 – 0      | 0 – 4      |
| Šoštanj   | 2 – 0           | Nafta     | 2 – 0      | 0 – 0      |